# NON-STOP CHECKERS
『NON-STOP CHECKERS』（ノンストップ　チェッカーズ）は、チェッカーズのコンピレーション・アルバム。
1986年9月5日にポニーキャニオンからカセットテープ、同年12月28日にはCDでも発売された。2021年現在、廃盤である。

## 概要
ポニーキャニオン創立20周年を記念して企画・発売された、メーカー主導によるアルバム。彼等のヒット曲、カップリング曲、アルバム収録曲から選曲された14曲を曲間無しのノンストップ・メドレーで収録。ジャケット写真はサウンドトラック『SONG FOR U.S.A.』からの流用である。

## メンバー
- 藤井郁弥 - リードボーカル、ギター、ブルースハープ
- 武内享 - ギター、リーダー
- 高杢禎彦 - サイドボーカル、パーカッション
- 大土井裕二 - ベース、サブリーダー
- 鶴久政治 - サイドボーカル、キーボード
- 徳永善也 - ドラムス
- 藤井尚之 - サックス、ギター、フルート

## 収録曲

### CD
| 全編曲: 芹澤廣明、チェッカーズ（#4、#8、#11、編曲:チェッカーズ）、（#8、管アレンジ:矢島賢）。 |                                    |           |            |       |
| #                                                                                             | タイトル                           | 作詞      | 作曲       | 時間  |
| 1.                                                                                            | 「涙のリクエスト」                 | 売野雅勇  | 芹澤廣明   | 3:47  |
| 2.                                                                                            | 「P.M.9:00のシンデレラ」           | 藤井郁弥  | 芹澤廣明   | 4:31  |
| 3.                                                                                            | 「今夜はCまでROCK'N'ROLL」         | 藤井郁弥  | 芹澤廣明   | 4:00  |
| 4.                                                                                            | 「MY ANGEL (I WANNA BE YOUR MAN)」 | 高杢禎彦  | 武内享     | 2:29  |
| 5.                                                                                            | 「恋のGO GO DANCE!!」              | 藤井郁弥  | 大土井裕二 | 4:05  |
| 6.                                                                                            | 「青い目のHigh School Queen」      | 藤井郁弥  | 徳永善也   | 2:51  |
| 7.                                                                                            | 「あの娘とスキャンダル」           | 売野雅勇  | 芹澤廣明   | 3:59  |
| 8.                                                                                            | 「Missアニーの証言」               | 藤井郁弥  | 大土井裕二 | 4:52  |
| 9.                                                                                            | 「俺たちのロカビリーナイト」       | 売野雅勇  | 芹澤廣明   | 3:40  |
| 10.                                                                                           | 「哀しくてジェラシー」             | 売野雅勇  | 芹澤廣明   | 3:22  |
| 11.                                                                                           | 「24時間のキッス」                 | 売野雅勇  | 芹澤廣明   | 4:14  |
| 12.                                                                                           | 「電撃 lookin' & shockin'」        | 売野雅勇  | 芹澤廣明   | 2:44  |
| 13.                                                                                           | 「危険なラブ･モーション」          | 藤井郁弥  | 芹澤廣明   | 3:31  |
| 14.                                                                                           | 「OH!!POPSTAR」                    | 売野雅勇  | 芹澤廣明   | 3:55  |
| 合計時間:                                                                                     | 合計時間:                          | 合計時間: | 合計時間:  | 52:00 |

## 曲解説
1. 涙のリクエスト[1]
2. P.M.9:00のシンデレラ[1]
3. 今夜はCまでROCK'N'ROLL[1]
4. MY ANGEL (I WANNA BE YOUR MAN)[1]
5. 恋のGO GO DANCE!![1]
6. 青い目のHigh School Queen[1]
7. あの娘とスキャンダル[1]
8. Missアニーの証言[1]
9. 俺たちのロカビリーナイト[1]
10. 哀しくてジェラシー[1]
11. 24時間のキッス[1]
12. 電撃 lookin' & shockin'[1]
13. 危険なラブ･モーション[1]
14. OH!!POPSTAR[1]